# ぎゃくたま
『ぎゃくたま』とは、2002年8月30日にDISCOVERYより発売された18禁パソコンゲーム。

## あらすじ
主人公は名家の子女の通う名門校に入学して担保にされている家を守るために『逆玉の輿』を狙う。

## 登場人物
長岑　流風
声 - 鳩野比奈
日本で有数の企業グループである「長岑グループ」の令嬢で得意分野については他者を凌駕する知識をもってはいるものの、世俗的な事柄に関しては疎い。
柚原　美桜
声 - 神結あかり
莫大な遺産を相続したことにより、近づいてくる人たちは金目当てなので、人間不信に陥る。
八重垣　かなで
声 - 彩世ゆう
名家の出身で主人公に興味を持ち、賭け事を好む。
水瀬　菜月
声 - 永瀬江美弥
名家の出身で主人公の幼馴染。
篠生 藍
声 - 初音みる
病弱で家族以外とは接する機会が限られており孤独で学園内でもあまり目立たない女の子。

## スタッフ
- シナリオ:古月拓海
- 原画:サクライユウイチ

## ぎゃくたま2
『ぎゃくたま2』とは、2005年7月22日にDISCOVERYより発売された18禁パソコンゲーム。

## あらすじ
西園寺雅章の父が経営する会社が倒産して窮地に立った彼は『逆玉の輿』で苦境を乗り切ろうと画策する。

## 登場人物
春日　しづる（かすがの　しづる）
声 - 三咲里奈
名家の長女で温厚で人望も厚く男女から人気がある。
野々宮　鈴華（ののみや　れいか）
声 - 児玉さとみ
清楚で才色兼備ではあるものの男性恐怖症。
長岑　一姫（ながみね　いつき）
声 - 鳩野比奈
前作に登場した長岑流風の一人娘で主人公の雅章とは幼馴染。
水瀬　七海（みなせ　ななみ）
声 - 永瀬江美弥
前作に登場した水瀬奈月の娘で自己中心的で自分勝手な性格も価値基準も非常に奈月によく似ている。
八重垣　かなめ（やえがき　かなめ）
声 - 彩世ゆう
前作に登場した八重垣かなでの娘ではあるものの、かなでによって作り上げられた、アンドロイド。
篠生　沙樹（しのぶ　さき）
声 - 野神奈々
前作に登場した篠生藍の娘で対人関係が苦手保健室登校の日々を送っている。